# تنظيم الدولة الإسلامية - ولاية جورجيا
الدولة الإسلامية - ولاية جورجيا— فرع من تنظيم الدولة الإسلامية ظهر عام ٢٠٢٤، ومقره جورجيا. في أبريل ٢٠٢٤، أعلن تنظيم الدولة الإسلامية في أفغانستان مسؤوليته عن أول هجوم له ضد قوات الأمن في جورجيا.

## قصته
تأسست الجماعة في يوليو/تموز 2024 بعد أن أعطى عدد من الأعضاء مبايعة لأبو بكر البغدادي، في مقطع فيديو نشرته وسائل الإعلام الرسمية لتنظيم الدولة الإسلامية التي أعلنت عن تأسيسها.
نُشر الفيديو من قِبل ولاية الدولة الإسلامية - تركيا. قبل يوليو/تموز 2024، لم تكن ولاية جورجيا رسمية، وكانت تتألف من خلايا غير منظمة. كما تلقى أنصار الدولة الإسلامية في جورجيا دعمًا من بوكو حرام خلال فترة وجودها عام 2014 بعد أن بايعت الدولة الإسلامية، واصفًا إياهم بـ"الإخوة" على لسان زعيمها أبو بكر شيكاو.
ارتبط التنظيم في البداية بكلٍّ من تنظيم الدولة الإسلامية (ولاية القوقاز) وتنظيم الدولة الإسلامية (ولاية خراسان)، حيث جُنِّد أعضاء وأنصار من جورجيا للانضمام إليهما. تُعتبر ولاية جورجيا واحدة من أهم 14 ولاية نائية خارج مناطق سيطرة تنظيم الدولة الإسلامية الأصلية في العراق وسوريا.
في ٢١ نوفمبر ٢٠١٧، قُتل أحد عناصر تنظيم الدولة الإسلامية في جورجيا. وفي ٢٢ نوفمبر ٢٠١٧، أعلن تنظيم الدولة الإسلامية عن هجومه الافتتاحي في جورجيا عبر صحيفته الأسبوعية "النبأ".
في الإعلان، أكدت الجماعة أنها قتلت أحد أفراد الأمن الجورجيين وأصابت آخر خلال مواجهة وقعت قبل خمسة أيام في تبليسي، حيث كان المسلحون في مبنى سكني متعدد الطوابق. جورجيا
أكدت هيئة أمن الدولة في جورجيا يوم الجمعة أن أحد القتلى خلال عملية خاصة في منطقة سكنية في تبليسي في أواخر نوفمبر كان عضوًا في جماعة تنظيم الدولة الإسلامية المتطرفة المحظورة، أحمد تشاتاييف.
وقال نائب رئيس إدارة جهاز أمن الدولة نينو جيورجوبياني: "نتيجة لإجراءات التحقيق والفحوصات التي أجريت بمساعدة زملاء أمريكيين، بما في ذلك تحليل الحمض النووي وبصمات الأصابع، أي فحص بصمات الأصابع، ثبت أن أحد الأشخاص الذين تم تصفيتهم هو أحمد تشاتاييف".
نُفِّذت العملية الخاصة يومي 21 و22 نوفمبر/تشرين الثاني في إحدى ضواحي تبليسي. كان المسلحون في مبنى سكني متعدد الطوابق.
وبحسب جهاز أمن الدولة، قام تشاتاييف، الذي كان موجودًا في الشقة، بتفجير نفسه، وتم القضاء على عضوين آخرين من المجموعة الإجرامية نتيجة عملية خاصة استمرت 20 ساعة.